# William Vainqueur
Pour les articles homonymes, voir Vainqueur.
William Vainqueur, né le 19 novembre 1988 à Neuilly-sur-Marne, est un footballeur français qui évolue au poste de milieu défensif.

## Biographie

### Carrière en club

#### FC Nantes (2006-2011)
Après un passage raté au centre de formation de l'AJ Auxerre, Vainqueur retourne en région parisienne porter les couleurs du club de la ville de Bussy-Saint-Georges. C'est là que le FC Nantes le repère. En 2003, il rejoint le centre de formation nantais. En mai 2007, William Vainqueur signe son premier contrat professionnel en faveur du FC Nantes. 
Il fait ses débuts professionnels le 18 février 2007 en étant titularisé lors d'un déplacement à l'Olympique de Marseille pour le compte de la 25e journée de Ligue 1. Il prend part à dix rencontres lors de cette fin de saison.
C'est en début de saison 2007-2008 qu'il se blesse gravement au genou lors d'un stage avec l'équipe de France des moins de 19 ans. Il ne réapparaît dans le groupe pro du FCN que le 2 février 2008 à l'occasion d'un match de Coupe de France contre le CS Sedan, sans pour autant entrer en jeu. 
C'est pendant la saison 2008-2009 qu'il se fait remarquer : malgré un début de saison sur le banc, il marque contre le Nîmes Olympique en match amical en janvier 2009 et Élie Baup décide de lui laisser sa chance. Il réussit à prendre sa chance et devient par la suite un titulaire indiscutable. 
En mars 2009, il est convoqué avec l'équipe de France espoirs pour affronter l'Angleterre et l'Estonie. Joueur physique, le Red star se renseigne notamment sur lui pendant le mercato d'été 2009[réf. nécessaire], mais malgré l'intérêt des autres clubs, il décide de rester au FC Nantes. Le 30 septembre 2009 et malgré la relégation du club en seconde division, il prolonge même son contrat avec le FC Nantes jusqu'en 2013.

#### Standard de Liège (2011-2014)
Le 28 août 2011, il annonce lui-même qu'il est prêté pour un an, avec option d'achat, à l'AS Nancy. Mais le 30 août 2011, il signe un contrat de 4 ans en faveur du Standard de Liège. Le montant du transfert est de 2 millions d'euros. Dès ses débuts avec son nouveau club, il est titulaire indiscutable. 
En juillet 2013, il paraphe un nouveau contrat avec une revalorisation salariale à la clé. Il était lié au Standard jusqu'en 2017. Il termine la saison vice-champion de Belgique malgré la première place du club lors de la phase régulière.

#### Dynamo Moscou (2014-2015)
Néanmoins, un an plus tard, il est transféré au FC Dynamo Moscou pour sept millions d'euros, où il signe un contrat de trois ans. Il est titulaire dès sa première saison en Russie mais quitte le club à la fin de celle-ci.

#### AS Rome (2015-2016)
Le 31 août 2015, il rejoint l'AS Roma pour trois ans et contre 3 millions d'euros. Il prend part à vingt-et-une rencontres lors de sa première saison en Italie et joue les premiers matchs de Ligue des champions de sa carrière.

#### Olympique de Marseille (2016-2017)
Le 31 août 2016, il est prêté dans les dernières minutes du mercato à l'Olympique de Marseille. Il joue son premier match sous ses nouvelles couleurs en étant titulaire contre l'OGC Nice et provoque un penalty malheureux sur lequel Mario Balotelli ouvre le score. Malgré cela, il réalise une très bonne saison sous les couleurs de son nouveau club en s'affirmant comme le piller du milieu de terrain marseillais. Au mercato d'été suivant, il est annoncé comme étant tout proche de rejoindre à nouveau l'Olympique de Marseille sous forme d'achat mais son retour ne se réalise pas, le club n'ayant pas fait d'offre. Sur ses comptes Twitter et Instagram, il affiche sa déception quant à l'attitude des dirigeants marseillais. Il reste donc à l'AS Rome pour une nouvelle saison.

#### Antalyaspor (2017-2020)
Le 4 septembre 2017, il s'engage avec Antalyaspor pour trois années. Après certaines rumeurs de résiliation de contrat en janvier 2018, William Vainqueur restera un joueur d'Antalyaspor.

#### AS Monaco (2019)
Le 9 janvier 2019, Antalyaspor annonce son prêt à l'AS Monaco avant que le club français ne précise que le joueur n'a pas réussi sa visite médicale deux jours plus tard. Le 12 janvier, les Monégasques annoncent finalement que le joueur retrouvera bien la Ligue 1. N'entrant pas dans les plans de Leonardo Jardim, qui a remplacé Thierry Henry comme entraîneur, et exclu dès sa première titularisation à Guingamp, il n'est pas conservé à l'issue de la saison après quatre petites apparitions.

#### Toulouse FC (2019-2020)
Le 25 juin 2019, il est prêté pour une saison au Toulouse FC.

## Statistiques
| Saison                | Club                          | Championnat           | Championnat | Championnat | Coupe nationale | Coupe nationale | Coupe de la Ligue | Coupe de la Ligue | Compétition(s) continentale(s) | Compétition(s) continentale(s) | Compétition(s) continentale(s) | Total | Total |
| Saison                | Club                          | Division              | M.          | B.          | M.              | B.              | M.                | B.                | Comp.                          | M.                             | B.                             | M.    | B.    |
| 2006-2007             | FC Nantes                     | Ligue 1               | 9           | 0           | 1               | 0               | -                 | -                 | -                              | -                              | -                              | 10    | 0     |
| 2007-2008             | FC Nantes                     | Ligue 2               | 5           | 0           | -               | -               | -                 | -                 | -                              | -                              | -                              | 5     | 0     |
| 2008-2009             | FC Nantes                     | Ligue 1               | 17          | 0           | -               | -               | 1                 | 0                 | -                              | -                              | -                              | 18    | 0     |
| 2009-2010             | FC Nantes                     | Ligue 2               | 29          | 1           | -               | -               | -                 | -                 | -                              | -                              | -                              | 29    | 1     |
| 2010-2011             | FC Nantes                     | Ligue 2               | 27          | 0           | 4               | 0               | -                 | -                 | -                              | -                              | -                              | 31    | 0     |
| 2011-2012             | FC Nantes                     | Ligue 2               | 5           | 0           | -               | -               | 2                 | 0                 | -                              | -                              | -                              | 7     | 0     |
| Sous-total            | Sous-total                    | Sous-total            | 92          | 1           | 5               | 0               | 3                 | 0                 | -                              | -                              | -                              | 100   | 1     |
| 2011-2012             | Standard de Liège             | Jupiler Pro League    | 23          | 0           | 4               | 1               | -                 | -                 | C3                             | 8                              | 0                              | 35    | 1     |
| 2012-2013             | Standard de Liège             | Jupiler Pro League    | 37          | 4           | 2               | 0               | -                 | -                 | -                              | -                              | -                              | 39    | 4     |
| 2013-2014             | Standard de Liège             | Jupiler Pro League    | 29          | 1           | 1               | 0               | -                 | -                 | C3                             | 6                              | 0                              | 36    | 1     |
| Sous-total            | Sous-total                    | Sous-total            | 89          | 5           | 7               | 1               | -                 | -                 | -                              | 14                             | 0                              | 110   | 6     |
| 2014-2015             | Dynamo Moscou                 | Premier-Liga          | 27          | 2           | 1               | 0               | -                 | -                 | C3                             | 13                             | 1                              | 41    | 3     |
| 2015-2016             | Dynamo Moscou                 | Premier-Liga          | 1           | 0           | -               | -               | -                 | -                 | -                              | -                              | -                              | 1     | 0     |
| Sous-total            | Sous-total                    | Sous-total            | 28          | 2           | 1               | 0               | -                 | -                 | -                              | 13                             | 1                              | 42    | 3     |
| 2015-2016             | AS Rome                       | Serie A               | 16          | 0           | 1               | 0               | -                 | -                 | C1                             | 4                              | 0                              | 21    | 0     |
| Sous-total            | Sous-total                    | Sous-total            | 16          | 0           | 1               | 0               | -                 | -                 | -                              | 4                              | 0                              | 21    | 0     |
| 2016-2017             | Olympique de Marseille (prêt) | Ligue 1               | 29          | 0           | 3               | 0               | 1                 | 0                 | -                              | -                              | -                              | 33    | 0     |
| Sous-total            | Sous-total                    | Sous-total            | 29          | 0           | 3               | 0               | 1                 | 0                 | -                              | -                              | -                              | 33    | 0     |
| 2017-2018             | Antalyaspor                   | Süper Lig             | 19          | 0           | 1               | 0               | -                 | -                 | -                              | -                              | -                              | 20    | 0     |
| 2018-2019             | Antalyaspor                   | Süper Lig             | 7           | 0           | 2               | 0               | -                 | -                 | -                              | -                              | -                              | 9     | 0     |
| Sous-total            | Sous-total                    | Sous-total            | 26          | 0           | 3               | 0               | -                 | -                 | -                              | -                              | -                              | 29    | 0     |
| 2018-2019             | AS Monaco (prêt)              | Ligue 1               | 3           | 0           | -               | -               | 1                 | 0                 | -                              | -                              | -                              | 4     | 0     |
| Sous-total            | Sous-total                    | Sous-total            | 3           | 0           | -               | -               | 1                 | 0                 | -                              | -                              | -                              | 4     | 0     |
| 2019-2020             | Toulouse FC (prêt)            | Ligue 1               | 17          | 0           | 1               | 0               | -                 | -                 | -                              | -                              | -                              | 18    | 0     |
| Sous-total            | Sous-total                    | Sous-total            | 17          | 0           | 1               | 0               | -                 | -                 | -                              | -                              | -                              | 18    | 0     |
| Total sur la carrière | Total sur la carrière         | Total sur la carrière | 300         | 8           | 21              | 1               | 5                 | 0                 | -                              | 31                             | 1                              | 357   | 10    |